# Oneindige-onwaarschijnlijkheidsaandrijving
De oneindige-onwaarschijnlijkheidsaandrijving (Infinite Improbability Drive) is een fictieve aandrijving die sneller dan licht reizen mogelijk maakt. Zij vindt haar oorsprong in Het Transgalactisch Liftershandboek (The Hitchhiker's Guide to the Galaxy), een hoorspel en boekenreeks van Douglas Adams. De eerste toepassing van de aandrijving is terug te vinden in het ruimteschip Heart of Gold.

## Creatie
De oneindige-onwaarschijnlijkheidsaandrijving werd bedacht door Adams toen hij bij het schrijven van het script voor de radioserie van Hitchhikers zichzelf in een hoek had geschreven; in de laatste aflevering waren de personages Arthur Dent en Ford Prefect door de Vogon de ruimte ingeschoten, waardoor Adams nu iets moest verzinnen waarop de twee dit konden overleven; hoe onwaarschijnlijk ook. De oneindige-onwaarschijnlijkheidsaandrijving bood uitkomst als een soort deus ex machina.

## Werking
Het principe van de aandrijving is gebaseerd op kwantummechanica: van een subatomair deeltje is de exacte positie niet te bepalen, maar wel de waarschijnlijkheid dat het zich in een bepaald gebied bevindt, bijvoorbeeld binnen een bepaalde afstand tot de kern van een atoom. Er is echter altijd een kans dat het deeltje zich ver buiten zijn eigen atoom bevindt, bijvoorbeeld enkele lichtjaren verderop. Hoewel deze kans bijzonder klein is, is de kans niet gelijk aan nul. Zodoende kan een deeltje een andere positie innemen zonder de tussenliggende ruimte te betreden, gegeven dat de waarschijnlijkheid gemanipuleerd kan worden.
Een eenvoudiger manier om de werking van de oneindige-onwaarschijnlijkheidsaandrijving te begrijpen is de volgende: voor iedere plek in het heelal is er een waarschijnlijkheid dat een voorwerp zich op die plek bevindt. Wanneer een schip zich voortbeweegt met oneindige-onwaarschijnlijkheidsaandrijving, is het in feite overal tegelijk. Door vervolgens in te stellen waar men heen wil, komt het schip op die locatie terecht zodra het onwaarschijnlijkheidsniveau afneemt.

## Gebruik
Behalve als transportmiddel kan de oneindige-onwaarschijnlijkheidsaandrijving ook worden gebruikt voor andere effecten, zoals het oproepen van voorwerpen of dingen veranderen in iets anders. Arthur Dent gebruikt bijvoorbeeld in het eerste boek de oneindige-onwaarschijnlijkheidsaandrijving om twee raketten die op de Heart of Gold afkomen te veranderen in een potvis en een pot petunia's. Dit is ook te zien in de gelijknamige film.
Voor alles geldt echter dat men eerst precies moet weten hoe groot de kans is dat hetgeen men wil bereiken gebeurt, anders kan niet de juiste onwaarschijnlijkheid worden ingesteld.

## Bijwerkingen
Daar de meeste wezens gewend zijn om te bewegen bij normaliteit (waarschijnlijkheid 1:1), heeft het gebruik van de oneindige-onwaarschijnlijkheidsaandrijving vaak onverwachte gevolgen. Zo ondergaan wezens die zich via de aandrijving voortbewegen vaak gedaanteveranderingen en zien er op hun plek van aankomst heel anders uit. Ook kunnen er vreemde voorwerpen vanuit het niets verschijnen of kunnen dingen van gedaante veranderen als gevolg van de oneindige-onwaarschijnlijkheidsaandrijving. Zo pikte het schip Heart of Gold de in de ruimte gestrande Arthur en Ford uit zichzelf op omdat het zich voortbewoog met een waarschijnlijkheid gelijk aan de kans dat de twee gered zouden worden in de 30 seconden die ze nog te leven hadden.
Deze veranderingen zijn maar van tijdelijke aard en worden ongedaan gemaakt zodra de normaliteit zich hersteld heeft. Het schip Heart of Gold heeft verder een speciale kamer die deels bescherming biedt tegen dit verschijnsel.